# Diocese de Triquinimale
A Diocese de Triquinimale (em latim: Dioecesis Trincomaliensis, em tâmil:  திருகோணமலை மறைமாவட்டம்) é uma circunscrição eclesiástica da Igreja Católica da cidade de Triquinimale, na Província Oriental, no Sri Lanka. O bispo atual é Noel Emmanuel.
A diocese foi estabelecida a 25 de agosto de 1893, como parte da Arquidiocese de Colombo e da Diocese de Jafanapatão. A diocese foi renomeada para Diocese de Triquinimale–Baticaloa a 23 de outubro de 1967. A 19 de dezembro de 1975, partes da diocese foram transferidas para a recém-criada Diocese de Anuradapura. A diocese foi renomeada para Diocese de Triquinimale a 3 de julho 2012, depois que partes da diocese foram transferidas para a recém-criada Diocese de Baticaloa.

## Bispos
|                 | Nome                              | Período   | Notas                      |        |
| Bispos          | Bispos                            | Bispos    | Bispos                     | Bispos |
| --------------- | --------------------------------- | --------- | -------------------------- | ------ |
| 6º              | Christian Noel Emmanuel           | 2015-     | Atual                      |        |
| 5º              | Kingsley Swampillai               | 1983-2015 |                            |        |
| 4º              | Leo Rajendram Antony              | 1974-1983 |                            |        |
| 3º              | Ignatius Philip Trigueros Glennie | 1947-1974 |                            |        |
| 2º              | Gaston Robichez                   | 1917-1946 |                            |        |
| 1º              | Charles Lavigne                   | 1898-1913 |                            |        |
| Bispo coadjutor |                                   |           |                            |        |
|                 | Leo Rajendram Antony              | 1972-1974 |                            |        |
| Bispo auxiliar  |                                   |           |                            |        |
|                 | Joseph Ponniah                    | 2008-2012 | Nomeado Bispo de Baticaloa |        |
|                 | Jacob Bastiampillai Deogupillai   | 1967-1972 | Nomeado Bispo de Jaffna    |        |